# Эстелья-Орьенталь
Эстелья-Орьенталь (исп. Estella Oriental) — историческая область и район (комарка) в Испании, находится в провинции Наварра.

## Муниципалитеты
1. Альин
2. Альо
3. Амескоа-Баха
4. Аранараче
5. Арельяно
6. Арронис
7. Гесалас
8. Дикастильо
9. Игускиса
10. Ларраона
11. Лукин
12. Мараньон
13. Мирафуэнтес
14. Морентин
15. Мурьета
16. Муэс (Мы считаем, что мы получаем засуху)
17. Насар
18. Око
19. Олехуа
20. Пьедрамильера
21. Салинас-де-Оро
22. Эулате